# 絲眼海鮋
絲眼海鮋，為輻鰭魚綱鮋形目鮋亞目鮋科的其中一種，為熱帶海水魚，分布於西大西洋美國佛羅里達、巴哈馬群島至巴西東北部海域，棲息深度82-410公尺，體長可達14公分，棲息在硬底質底層水域，生活習性不明。

## 扩展阅读
維基物種上的相關：絲眼海鮋